# 圣母安息教堂 (利沃夫)

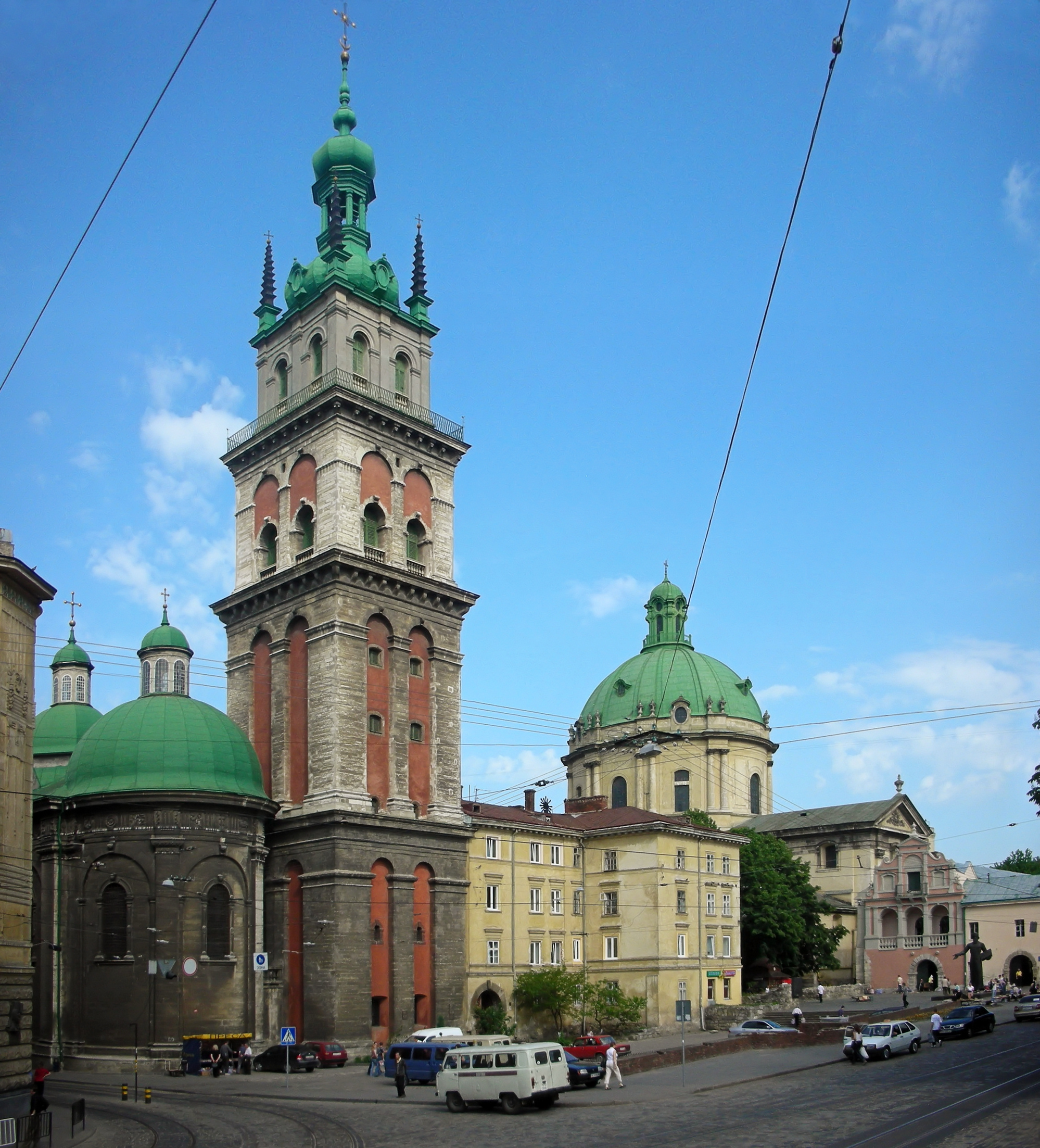
圣母安息教堂

国家：乌克兰
建筑风格：文艺复兴时期
圣母安息教堂（烏克蘭語：Успенська церква）是乌克兰利沃夫主要的东正教教堂。
它建于16世纪末、17世纪初，由希腊商人康斯坦丁·科尔尼亚克托斯出资建造，还开办了一个著名的东正教学校和出版社。
教堂建筑为文艺复兴式。华丽的科尔尼亚克特钟楼高65米，是利沃夫的最显眼的地标之一，建于1570年代。圣母安息教堂的建筑群由拥有400年历史的科尔尼亚克特鐘樓主宰。